# Петардная сварка
Петардная сварка (в русскоязычной литературе "сварка лежачим электродом") — форма  дуговой сварки (РДС). 
Для проведения петардной сварки используется электрод, покрытый флюсом, используемый для сварки ручной дуговой сварки. Электрод укладывается  горизонтально встык будущему шву.  В процессе сварки возникает дуга на одном конце электрода, которая по мере сгорания электрода горит по всей его длине. Электрод удерживается на месте с помощью медных блоков, зажимов или клейкой лентой.

## Процесс
Ручная дуговая сварка металлическим электродом является относительно медленным процессом, как много времени тратится на остановки, чтобы поменять электроды и очистить заготовки от шлака. Петардная сварка позволяет вести работу без остановки по всей длине электрода и за один проход. Для сварки могут быть использованы удлиненные электроды - до 1,8 м.
Перед петардной сваркой необходимо очистить заготовку от шлака, оставшегося от предыдущей сварки. 
Недостаток этого вида сварки состоит  в том, что размеры сварочной ванны определяются малым сечением электрода.  По этой причине в процессе сварки используется присадочный железный порошок.  

## История применения
Технология петардной сварки была разработана в Австрии в 1960 году Джорджем Хафергутом (Hafergut). Процесс был известен как Elinhafergut сварка.
Петардная сварка чаще применяется для длительной сварки плоских листов в судостроении. 

## Преимущества и недостатки

### Преимущества
- Процесс полуавтоматический;
- Простота и дешевизна оборудования;
- Скорость сварки выше, чем в ручной дуговой;
- Уменьшается пористость и размер шлаковых включений в готовом шве;
- Сварка может применяться в труднодоступных местах с плохой видимостью;
- Для сварки не требуется высокая квалификация оператора.

### Недостатки
- Размер шва ограничен в поперечном сечении диаметром  электрода. При сварке нельзя использовать несколько проходов;[2]
- Процесс возможен только для прямых швов и в горизонтальном положении.